# Stone Mountain Park Velodrome
Das Stone Mountain Park Velodrome war eine Radrennbahn in Stone Mountain im US-Bundesstaat Georgia.

## Geschichte
Anlässlich der Olympischen Sommerspiele 1996 wurde im Stone Mountain Park eine Radrennbahn für die Bahnradsportwettbewerbe errichtet. Das Stone Mountain Park Velodrome bestand aus Stahlträgern und laminiertem Holz, das erstmals in Form von großen Holzplatten verarbeitet wurde, zuvor bestand der Rennbelag aus einzelnen Holzstücken. Alle Teile der 250 Meter langen Rundbahn wurden in Michigan angefertigt. Die Strecke wies auf der Geraden ein Gefälle von 42° und in den Kurven von 13° auf. Ein Jahr vor den Spielen wurde die Bahn getestet und verifiziert. Zusätzlich wurde um die Rennbahn eine temporäre Tribüne mit 6000 Sitzplätzen errichtet. Nach den Spielen wurde die Radrennbahn wieder abgebaut.